# Der Bulle von Tölz: Freier Fall
Freier Fall ist ein deutscher Fernsehfilm von Wolfgang F. Henschel aus dem Jahr 2003 nach einem Drehbuch von Andreas Föhr und Thomas Letocha. Es ist die 40. Folge der Krimiserie Der Bulle von Tölz mit Ottfried Fischer als Hauptdarsteller in der Rolle des Hauptkommissars Benno Berghammer. Die Erstausstrahlung erfolgte am 15. Januar 2003 auf Sat.1.

## Handlung
Die selbst ernannte Hexe Anna Krams stört den bajuwarischen Herrenabend des Bauunternehmers Martin Grieser. Sie verflucht den Mann. Am nächsten Tag will sich Bauunternehmer Toni Rambold mit seinem Konkurrenten Grieser auf einen Sportflughafen treffen. Leider landet dieser auf dem Jaguar von Rambold. Sein Fallschirm hat sich nicht geöffnet, offenbar wurde er manipuliert. Grieser ist sofort tot.
Kurz darauf fliegt Peter Waiblinger, Griesers Hausmeister und Adlatus, beim Betreten einer Hütte des Fliegervereins in die Luft. Alle Gashähne waren aufgedreht, also liegt auch hier kein Unfall vor. Die Hauptkommissare Benno Berghammer und Sabrina Lorenz sind sich einig, dass die beiden Morde zusammenhängen. Sie finden heraus, dass Griesers Witwe Sonja, die ihr Leben der Wohltätigkeit widmet, nebenbei ein Verhältnis mit dem Fluglehrer Berthold Zauchner unterhält, der Grieser zu seinem letzten Absprung geflogen hat. Frau Grieser sagt aus, ihr Mann habe von ihrer Liebschaft mit Zauchner gewusst, aber sie habe die Beziehung gerade beendet.
Die Hexe Anna Krams und ihr Enkel Joey zählen ebenfalls zum Kreis der Verdächtigen, weil Martin Grieser sie aus ihrem Häuschen vertreiben wollte, um eine weitere Straße zum Sportflugplatz bauen zu können. Anna Krams hat Grieser nach eigenen Angaben verflucht, was durch ein verkohltes Kreuz und einen toten Hahn in den Trümmern der explodierten Hütte bestätigt wird.
Nebenbei besorgt sich Resi Berghammer ausgerechnet bei der verrufenen Hexe, die eine alte Klassenkameradin von ihr war, Kräuterchen, die ihren Benno für die Frauenwelt interessanter machen sollen.
Gegen Joey Krams liegt ein Haftbefehl aus Hamburg vor, weil er dort in der Ritze fünf verletzte Gäste und einen Sachschaden von 2000 Euro hinterlassen hat. Er will beobachtet haben, wie Peter Waiblinger die Hütte betreten hat. Wegen der geschlossenen Fensterläden sei es stockdunkel gewesen, trotzdem habe Waiblinger kein Licht angemacht. Nach 10 bis 20 Sekunden sei dann alles in die Luft geflogen. Für die Kommissare gibt es nur eine Erklärung dafür, weshalb Peter Waiblinger kein Licht angemacht hat: Er hat gewusst, dass die Hütte voller Gas ist, weil er es selbst aufgedreht hat, um seinen Chef ins Jenseits zu befördern. Doch weil dieser kurzfristig umdisponiert hat, hat Waiblinger den Fallschirm manipuliert und musste das Gas abstellen. Die alten, genagelten Stiefel sind ihm schließlich zum Verhängnis geworden, weil sie auf dem Steinboden Funken geschlagen haben. Der Täter steht nun fest, nicht aber sein Motiv.
Marianne Waiblinger, die Witwe des Hausmeisters, ist dabei, an einer Augenkrankheit zu erblinden. Eine teure Operation in Amerika könnte ihr Augenlicht retten, doch fehlt das Geld dazu. Martin Grieser hatte sich geweigert, die hohen Kosten zu übernehmen, doch nun macht Sonja die nötigen Mittel locker. Allerdings möchte sie nicht, dass Frau Waiblinger es an die große Glocke hängt.
Benno Berghammer erfährt von Griesers Haushälterin Jennifer, dass ihre Chefin vor dem Tod ihres Mannes auch nicht bereit war, Frau Waiblinger zu unterstützen. Für die Kommissare sieht es danach aus, als hätte Frau Waiblinger etwas gegen Frau Grieser in der Hand, womit sie sie erpresst.
Marianne Waiblinger erfährt, dass sie 250.000 Euro aus der Lebensversicherung ihres Mannes bekommen soll, und möchte die Geldspende zurückgeben. Sie erzählt Sonja Grieser, die Polizei verdächtige Peter, dabei sei er doch ein so guter Mensch gewesen. Als Frau Grieser ihr dies bestätigt und schließlich sogar zugibt, ihn zu dieser, ihrer Meinung nach gottgefälligen Tat angestiftet zu haben, ist Frau Waiblinger außer sich und will zur Polizei gehen, doch Frau Grieser schlägt sie bewusstlos und schleift sie ins Badezimmer, um sie zu ertränken.
Inzwischen haben die Kommissare vom Stadtbaumeister erfahren, dass die Finanzierung des neuen Behindertenheims auf wackligen Beinen gestanden habe, weil Martin Grieser hinter das Verhältnis seiner Frau mit ihrem Fluglehrer gekommen sei und ihr deshalb den Geldhahn zudrehen wollte. Damit liegt das Motiv für die Ermittler auf der Hand. Sie eilen zu Sonja Grieser und können Marianne Waiblinger noch rechtzeitig vor dem Ertrinken retten. Als Benno Berghammer Frau Grieser verhaftet, sagt diese nur, die Polizei wisse wohl nicht, was sie tue; sie glaube nicht, dass die Behinderten und Bedürftigen des Landkreises auf die tätige Hilfe von Menschen wie sie verzichten könnten. Kommissarin Lorenz meint dazu nur, sie werde eine wunderbare Zelle mit Südfenster bekommen.

## Hintergrund
Die Dreharbeiten erfolgten in Bad Tölz und Vogtareuth (Flugplatz); als Schauplatz für die „Pension Resi“ diente das Hollerhaus Irschenhausen.

## Kritik
Die Programmzeitschrift TV Spielfilm schreibt: „Die schnurrige Gratwanderung zwischen Satire und Heimat-Trash nimmt diesmal den Kräuterglauben aufs Korn. Fazit: Witzig: ‚The Tölz Witch Project‘“